# Кіндавонґ
Принц Кіндавонґ (лаос. ເຈົ້າກິດາວົງ; 1900 — 30 березня 1951) — лаоський державний діяч, член королівської родини, двоюрідний брат принца Петсарата, другий прем'єр-міністр Лаосу.
Під час Другої світової війни, окупації Лаосу та королівської столиці, Луанґпхабанґа, японцями Кіндавонґ за секретним дорученням короля виконував представницьку місію при командуванні Союзницьких військ.